# Spotgaai
Spotgaai is de Nederlandse vertaling van Mockingjay, een sciencefictionroman uit 2010 van de Amerikaanse schrijfster Suzanne Collins. De vertaling verscheen voor het eerst in december 2010. Het is het derde deel van de trilogie De Hongerspelen. Het is het vervolg op Vlammen, dat op zijn beurt een vervolg was op De Hongerspelen. Het boek wordt in twee delen verfilmd. The Hunger Games: Mockingjay - Part 1 is uitgekomen op 19 november 2014; The Hunger Games: Mockingjay - Part 2 verscheen op 20 november 2015.

## Korte inhoud
Katniss heeft de Hongerspelen voor de tweede keer overleefd. Maar nu ze uit de bloederige arena gekomen is, is ze nog niet veilig. District 12 is verwoest en de mensen leven in District 13 onder de grond. Katniss is uit de Arena meegenomen door een hovercraft uit District 13. Peeta is opgepakt door het Capitool, waar hij gevangen gehouden wordt en op televisie verschijnt. Die beelden ziet men ook in District 13. Katniss bedenkt dat Peeta niet weet wat er gebeurd is met District 12 en gaat er heen om zogenoemde propo's (propagandafilmpjes) te schieten. Ze neemt ook een video op in District 8, net op het moment dat er nog een aanval vanuit het Capitol komt. Het hele ziekenhuis wordt met de grond gelijk gemaakt. Katniss roept op naar President Snow: If we burn, you burn with us. In de andere Districten zorgt dit voor nog meer opstand. De rebellen (opstandelingen) zien Katniss met haar spotgaai als leider. President Snow is woedend en neemt wraak. Hij laat Peeta ontvoeren en hersenspoelen. Katniss neemt haar leiderstaak op zich en begint aan de missie.
District 5 breekt een dam door, waardoor het Capitol niet meer van stroom wordt voorzien. Tegelijkertijd zorgt Beetee ervoor dat soldaten het Capitol kunnen binnendringen. Ze weten Peeta en nog een aantal mee te nemen. Peeta is echter gehersenspoeld, en heeft grote angst voor Katniss, waardoor hij haar wil vermoorden. EINDE PART 1.
Primrose komt om bij een bomaanslag en Katniss is verscheurd van pijn.  Katniss trekt de conclusie dat gezien Prims leeftijd alleen de leider van de opstand tegen president Snow, de President Coin, Prim op de plaats van de explosie gemanoeuvreerd kan hebben. Als ze President Coin daarom vermoordt, komt ze vanwege ontoerekeningsvatbaarheid onder een echte straf uit. Ze besluit bij Peeta, die inmiddels hersteld is, te blijven in plaats van bij Gale. De Hongerspelen worden afgelast en het land keert terug in vrede.